# Judy Rankin
Judy Rankin, née Judy Torluemke le 18 février 1945 à Saint-Louis, est une golfeuse et journaliste sportive américaine. Joueuse de l'année 1976 et 1977, elle est la première à passer la barre des 100 000 $ de gain sur une saison. Elle termine ses saisons avec le plus grand nombre de victoires en tournoi et le plus faible score moyen. Capitaine de l'équipe américaine de Solheim Cup en 1996 et 1998, elle guide les États-Unis à deux succès. Judy Rankin est introduite au World Golf Hall of Fame en 2000.

## Biographie

### Jeunesse
Judy Torluemke naît le 18 février 1945 à Saint-Louis de l'union de Paul Torluemke, ancien sergent de l'Air Force devenue lithographe puis vendeur de calendriers, et de Waneta. Alors qu'elle n'a que six ans, elle observe son père s'essayer au golf, sans grand succès, en soirée sur l'un des premiers terrains éclairés du pays. La jeune Judy souhaite l'imiter et surprend ses parents par son aisance à frapper la balle.
Quelques mois après cette découverte, sa mère développe une tumeur du cerveau,. Le golf devient le moyen de s'évader d'un quotidien difficile pour Judy et son père. Sous le regard paternel, l'enfant unique frappe des centaines de balles tous les soirs pour lui faire plaisir. Son entraînement intensif paie et la jeune fille excelle rapidement après avoir développé un swing complet à l'âge de sept ans et demi. Entre huit et dix ans, elle remporte à trois reprises le championnat national jeunes, compétition habituellement disputée par des jeunes golfeurs de dix à douze ans. Elle ne pèse pas encore 30 kilos mais est capable d'envoyer la balle à 150 mètres. Après son troisième sacre, elle déclare vouloir être une grande championne de ce sport. Le championnat national est renommé à son nom.
Lors de l'US Open féminin, elle termine avec le meilleur score pour une joueuse amateure, terminant en 24e position avec un score de +28. En 1961, Judy Torluemke fait la couverture du magazine Sports Illustrated à l'âge de 16 ans. L'année suivante, elle devient professionnelle.